# Filaretovo
Filaretovo (bulgariska: Филаретово) är ett distrikt i Bulgarien.   Det ligger i kommunen Obsjtina Kotel och regionen Sliven, i den centrala delen av landet, 260 km öster om huvudstaden Sofia.
Trakten runt Filaretovo består till största delen av jordbruksmark. Runt Filaretovo är det ganska glesbefolkat, med 24 invånare per kvadratkilometer.